# Parantipathes tetrasticha
Parantipathes tetrasticha är en korallart som först beskrevs av Pourtalès 1868.  Parantipathes tetrasticha ingår i släktet Parantipathes och familjen Schizopathidae. Inga underarter finns listade i Catalogue of Life.